# Dancing with Tears in My Eyes
Singles de Ultravox
One Small Day
(janvier 1984) Lament
(juin 1984)
Dancing with Tears in My Eyes est une chanson du groupe Ultravox parue en 1984 sur l'album Lament. Elle est également éditée en 45 tours la même année et rencontre un franc succès en Europe, se classant notamment no 3 des ventes au Royaume-Uni.

## Classements
| Pays                           | Meilleure position | Référence |
| ------------------------------ | ------------------ | --------- |
| Allemagne                      | 7                  | [ 1 ]     |
| Belgique (Ultratop 50)         | 2                  | [ 2 ]     |
| Belgique (VRT Top 30)          | 1                  | [ 3 ]     |
| Canada                         | 52                 |           |
| France                         | 36                 |           |
| Irlande                        | 8                  |           |
| Nouvelle-Zélande               | 38                 | [ 4 ]     |
| Pays-Bas (Top 40)              | 6                  | [ 5 ]     |
| Pays-Bas (Mega Single Top 100) | 12                 | [ 6 ]     |
| Pologne                        | 6                  | [ 7 ]     |
| Royaume-Uni                    | 3                  | [ 8 ]     |
| Suisse                         | 16                 | [ 9 ]     |